# Avaaz
Avaaz.org (на фарси: „глас“) е международна гражданска организация, създадена през 2007 г.
Насърчава активността по въпроси като глобалното затопляне и изменение на климата, правата на човека, правата на животните, корупция, бедност и конфликти (вкл. религиозни конфликти) по целия свят. Основана е от 34-годишния канадец Рикен Пател.
Целта на организацията е да „гарантира, че възгледите и ценностите на гражданите на света ще повлияе на вземащите решения“ и по този начин „намали пропастта между света такъв, какъвто е днес, и на света, че повечето граждани искат да живеят.“
Най-голяма популярност достига в Бразилия, САЩ, Франция, Германия и Великобритания. Следват Испания, Италия, Канада и Индия. Забранена е в редица страни като Иран, Китай и други.
Avaaz изиграва важна роля за признаването от ООН на Палестина за 194-та държава.

## Петиции
Занимава се с активен сбор на подписи и разпращане на петиции по цял свят. В края на 2012 г. организацията има регистрирани около 18 милиона привърженици, а в средата на 2013 г. са вече над 22 милиона; с около 130 милиона петиции, обхващащи всички сфери от живота на планетата.
Организира най-голямата петиция срещу ACTA с над 2,8 милиона подписа през 2012 г.

### Петиции, свързани с България
- Да съберем 80 000 подписа против дострояване на ски зоната в комплекса Банско
- Обявяване за защитена територия на 400 метровата крайбрежна зона в българския сектор на Черно море

### Международни петиции
- ACTA: The new threat to the net Архив на оригинала от 2013-01-28 в Wayback Machine. – около 3 милиона подписа
- ITU: свобода за Интернет!
- Да спасим природата на Антарктика
- Put bankers behind bars
- Коррупция: не дадим высосать Россию досуха!
- World to Dilma: Save the Amazon – около 2.2 милиона подписа
- GLOBAL BEE EMERGENCY -- ACT NOW! Архив на оригинала от 2013-03-08 в Wayback Machine. – около 1.3 милиона подписа
- One Million to Stop the Corporate Death Star
- Petition for the dismantling of Monsanto